# Anselmo di Nagold il Giovane

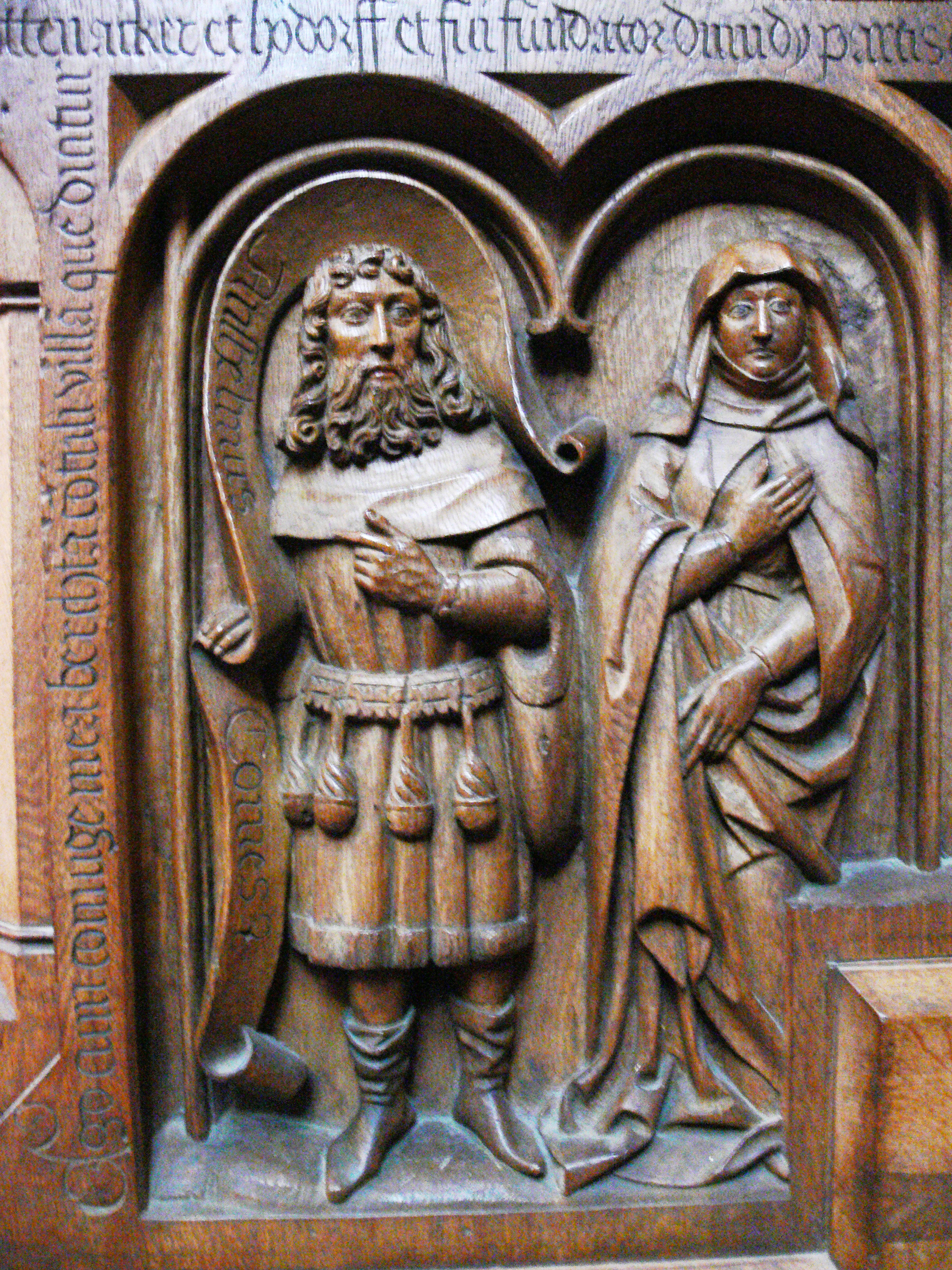
Il conte Anselmo di Nagold il Giovane e sua moglie Berta negli stalli del coro del monastero di Blaubeuren.

Stemma di famiglia

Anselmo di Nagold, detto il Giovane (... – 25 dicembre 1087), fu conte di Nagoldgau.

## Famiglia
Anselmo e i suoi fratelli si erano divisi i territori della dinastia, dalla quale discesero i conti palatini di Svevia della casa di Tubinga. Anselmo ricevette la contea di Nagoldgau, Ugo III i distretti inferiori di Ammertal e Schönbuch, mentre il terzo fratello Sigiboto ottenne i possedimenti allodiali della zona di Blaubeuren.
Anselmo si sposò con Berta (in tedesco Berchta) († 26 dicembre), dalla quale ebbe due figli: Enrico († 28 febbraio 1103) e Ugo († intorno al 1103).
Probabilmente Berta non sopravvisse al marito, poiché non è più menzionata nella storia della fondazione del monastero di Blaubeuren dopo il 1087.
Nel 1085 suo figlio Enrico e i suoi fratelli Ugo e Sigiboto fondarono il monastero di Blaubeuren.